# Il destino di un cavaliere
Il destino di un cavaliere (A Knight's Tale) è un film del 2001 diretto da Brian Helgeland con Heath Ledger e Paul Bettany.

## Trama
William Thatcher è uno scudiero con una grande aspirazione: quella di cambiare "il corso delle stelle”. All'improvviso gli si presenta un'occasione: il nobile cavaliere suo padrone muore in una pausa durante un torneo a cavallo, mentre stava vincendo la competizione. Gli rimangono due alternative: gareggiare fingendosi il suo defunto padrone, oppure dichiarare il decesso. William, in accordo con i suoi compagni, Wat e Roland, decide di ultimare la gara. In quel momento capisce di poter diventare un cavaliere, ma tra lui e il suo sogno si frappone un ostacolo insormontabile: le sue origini non sono nobili. L'incontro con lo scrittore Geoffrey Chaucer sulla strada verso il torneo sarà propizio: questi gli offrirà delle false patenti di nobiltà, chiedendo in cambio di essere mantenuto come araldo. William diventa così il fittizio Sir Ulrich Von Liechtenstein.
Durante uno dei tornei il protagonista incontrerà l'amore in una damigella di nobili origini, Jocelyn, e uno dei rivali, il conte Adhemar, diventerà il suo acerrimo nemico. Il giovane cavaliere si fa un nome vincendo tutti i tornei, arrivando finalmente in Inghilterra, dove si scontra con Adhemar, che rivela a tutti la sua falsa identità. William viene messo alla gogna. Tuttavia l'intervento provvidenziale di Edoardo il Principe Nero del Galles, che William aveva cavallerescamente risparmiato durante un precedente torneo, rovescerà la situazione, strappandolo alla pena, dichiarandolo nobile e consentendogli di terminare il torneo dove sconfiggerà il conte Adhemar, per finire tra le braccia della sua dama.
L'ultima scena viene trasmessa dopo i titoli di coda.

## Cast
- Il regista aveva ideato il personaggio di Chaucer appositamente per Paul Bettany, e affermò che non avrebbe girato il film senza di lui.
- Il colore degli occhi dell'attore che interpreta William da piccolo, è diverso da quello di Heath Ledger, ma il regista non volle far usare al piccolo attore le lenti a contatto.

## Produzione
L'intero film è stato girato principalmente a Praga, nella Repubblica Ceca. Oltre alle scene effettive del film, la pellicola include una gran quantità di filmati di giostre e incidenti realmente accaduti sul set:
- la scena iniziale dei due cavalieri che stanno giostrando è effettivamente la ripresa di un incidente della controfigura di Heath Ledger;
- durante una scena del film, la lancia di una controfigura ha colpito malamente l'obiettivo, facendo cadere a terra e svenire lo stuntman;
- in un altro incidente, durante una dimostrazione di una scena di giostra, Heath Ledger ha colpito il regista Brian Helgeland con una lancia, rompendogli un dente.
- Il discorso pronunciato da Bettany per l'introduzione di Sir Ulrich al torneo non provocò reazione durante le riprese, perché le comparse che componevano il pubblico del torneo erano della Repubblica Ceca e non capivano l'inglese. L'impasse venne superata grazie all'improvvisazione di Mark Addy. Nonostante non fosse quella prevista, il regista decise di tenere lo stesso questa scena, perché l'effetto nel film ne risultava migliore.
- Le lance usate per i tornei erano cave e fatte di balsa, un tipo di legno leggero che si rompe facilmente, ma che permetteva di disarcionare i cavalieri senza che si facessero del male; l'effetto di "esplosione" dei frammenti di legno allo spezzarsi delle lance è stato ottenuto riempiendo le cavità di frammenti di legno e pasta, ad esempio spaghetti.

## Accoglienza
Il film ha registrato il 45º maggior incasso USA per l'anno 2001, mentre dalla data di uscita ha reso più di 56.600.000 $.

## Riconoscimenti
- 2002 - MTV Movie Awards[2]
  - Migliore rivelazione femminile
  - Miglior bacio
  - Miglior sequenza musicale

## Ambientazione
Si può presumere che il film sia ambientato tra il 1368 e il 1376; infatti Chaucer afferma di aver già scritto Il libro della duchessa, che è stato scritto non prima del 1368, mentre Edoardo il Principe Nero morì nel 1376. C'è anche un riferimento a un papa francese che potrebbe essere Urbano V o Gregorio XI, perché entrambi hanno regnato nel corso di tale periodo ed entrambi erano francesi.
Il periodo di tempo può essere ulteriormente ridotto tra il 1369, quando il Principe Nero riprende la sua campagna nel sud della Francia, e il 1371, quando la campagna si è conclusa. Tuttavia, durante il corso del film viene mostrata la battaglia di Poitiers, che fu in atto nel 1356. Anche se l'ambientazione del film può essere facilmente dedotta, i costumi (in particolare l'armatura) sono più riconducibili a quelli della fine del XV secolo anziché a quelli dello stile del XIV secolo.
Brian Helgeland afferma che il film è stato destinato a fatti che si sono verificati negli anni del 1370, durante un periodo di sei mesi di cui non si sa storicamente nulla di Geoffrey Chaucer e in questo modo mostrare ciò che egli avrebbe potuto fare durante questo intervallo di tempo. 
Helgeland, durante i commenti contenuti negli extra del DVD, scherza sul fatto di aver scelto le acconciature e le musiche anni settanta perché "gli anni settanta sono sempre gli stessi", indipendentemente dal secolo.
Ulrich von Liechtenstein, il nome scelto per il protagonista, fu un cavaliere "da torneo" realmente esistito che, grazie alle sue grandiose vittorie riportate proprio alla giostra, si arricchì moltissimo. Tuttavia Ulrich morì nel 1278, un secolo prima degli avvenimenti indicati sopra.

## Colonna sonora
La colonna sonora del film è composta prevalentemente da pezzi rock, spaziando tra i grandi classici degli anni settanta e ottanta (We Will Rock You e Golden Years), tra riarrangiamenti (We Are the Champions interpretata da Robbie Williams) e nuovi pezzi, trascendendo completamente l'ambientazione medievale. A inizio film, fra il pubblico che batte le mani al ritmo della canzone We Will Rock You della rock band inglese Queen, si possono notare Brian May (chitarrista del gruppo) e Roger Taylor (batterista del gruppo).
1. War – Low Rider
2. Bachman-Turner Overdrive – Takin' Care of Business
3. David Bowie – Golden Years
4. Heart – Crazy on You
5. Eric Clapton – Further on Up the Road
6. Rare Earth – Get Ready
7. Sly & the Family Stone – I Want to Take You Higher
8. Thin Lizzy – The Boys Are Back in Town – (arrivo a Londra)
9. Carter Burwell – One of Your Own
10. Queen – We Will Rock You – (primo torneo di William)
11. Doc Powell – Pieces
12. Third Eye Blind – Eye Conqueror
13. AC/DC – You Shook Me All Night Long – (titoli di coda)
14. Robbie Williams - We are the Champions - (Cover dei Queen, titoli di coda)

## Citazioni
- I 2 simboli che la ferraia Kate incide sull'armatura di William, assomigliano molto allo swoosh della Nike.
- Due dei personaggi del film (gli strozzini) sono tratti dagli scritti di Geoffrey Chaucer I racconti di Canterbury: "Peter the pardoner" e "Simon the summoner".
- Nell'ideare uno stile per la banda dei compagni di viaggio del protagonista, Caroline Harris (la costumista) si è ispirata al look dei Rolling Stones durante la loro tournée del 1972.[3]
- Il film viene citato nel film Klais? del 2003.[4]